# 곡면

구는 곡면의 예이다.

수학에서 곡면(曲面, 영어: surface)은 2차원의 굽은 기하학적 모양을 뜻한다.

## 정의
일반적으로, 곡면은 2차원 다양체이다.
다른 수학 분야에서는 "곡면"이 특정한 뜻을 갖는 경우가 있다.
- 리만 기하학에서 곡면은 2차원 리만 다양체를 뜻한다.
- 대수기하학에서 곡면은 보통 대수 곡면을 뜻한다.
- 초등 기하학에서는 유클리드 공간으로의 매장을 가정한 경우도 있다.

## 예
구와 유클리드 평면 {\displaystyle \mathbb {R} ^{2}}, 원환면은 대표적인 곡면이다. 클라인 병은 3차원 유클리드 공간으로 매장할 수 없는 곡면의 예이다.

## 같이 보기
- 곡선
- 대수 곡면
- 다양체